# ファンケルクラシック
ファンケルクラシック（FANCL CLASSIC）は、化粧品及び健康食品の通信販売等を手がけている株式会社ファンケルが主催するシニアゴルフトーナメントで、毎年10月中旬に、静岡県裾野市の裾野カンツリー倶楽部で開催されている。2001年に「ファンケルシニアクラシック」として始まり、第5回以降「シニア」の名称を外し「ファンケルクラシック」となった。2021年現在、賞金総額6000万円、優勝賞金1500万円。
なお本大会は予選カットは行わず、出場選手全員が3日間プレーする。
2019年からプロ野球・読売ジャイアンツ一軍監督に復帰した原辰徳が大会特別顧問を務めていたことで知られ、2018年大会は選手として出場し、3日間の総入場ギャラリー数がPGAシニアツアー過去最多となる2万5214人を動員するなど大きな話題となった。

## 歴代優勝者
| 回数   | 開催時期              | 優勝者                                       |
| ------ | --------------------- | -------------------------------------------- |
| 第1回  | 2001年8月10日 - 12日  | 高橋勝成                                     |
| 第2回  | 2002年8月23日 - 25日  | 高橋勝成                                     |
| 第3回  | 2003年8月22日 - 24日  | 高橋勝成                                     |
| 第4回  | 2004年8月20日 - 22日  | 横島由一                                     |
| 第5回  | 2005年8月19日 - 21日  | 三好隆                                       |
| 第6回  | 2006年8月18日 - 20日  | 室田淳                                       |
| 第7回  | 2007年8月17日 - 19日  | 室田淳                                       |
| 第8回  | 2008年8月22日 - 24日  | 尾崎健夫                                     |
| 第9回  | 2009年8月21日 - 23日  | 尾崎健夫                                     |
| 第10回 | 2010年8月20日 - 22日  | 高見和宏                                     |
| 第11回 | 2011年8月19日 - 21日  | 金鍾徳（キム・ジョンドク）                   |
| 第12回 | 2012年8月17日 - 19日  | 高見和宏                                     |
| 第13回 | 2013年8月16日 - 18日  | 羽川豊                                       |
| 第14回 | 2014年8月22日 - 24日  | 羽川豊                                       |
| 第15回 | 2015年8月21日 - 23日  | 室田淳                                       |
| 第16回 | 2016年8月19日 - 21日  | 室田淳                                       |
| 第17回 | 2017年8月18日 - 20日  | 米山剛                                       |
| 第18回 | 2018年8月17日 - 19日  | プラヤド・マークセン                         |
| 第19回 | 2019年8月23日 - 25日  | プラヤド・マークセン                         |
|        | 2020年                | 新型コロナウイルス感染拡大の影響により中止。 |
| 第20回 | 2021年8月20日 - 22日  | 田村尚之                                     |
| 第21回 | 2021年8月19日 - 21日  | 鈴木亨                                       |
| 第22回 | 2023年8月18日 - 20日  | 宮本勝昌                                     |
| 第23回 | 2024年10月18日 - 20日 | 宮本勝昌                                     |

## テレビ放送
- 2014年まで、大会2日目及び最終日の模様をTXN系列6局及びTBS系列の静岡放送、更にBSデジタル放送のBSジャパン（現・BSテレビ東京）で放映していた。
- 2012年から2014年まではBSジャパンでの放送は地上波とのディレイ放送で行われていたが、2015年からはBSテレビ東京の単独放送に移行し、地上波での放送はなくなった。さらにCS放送のスカイAでも遅れネットで放送されている。